# Демография (национальный проект)
Национальный проект «Демография» — один из национальных проектов в России на период с 2019 по 2024 годы. В феврале 2020 года руководителем проекта назначен министр труда и социальной защиты Антон Котяков. Куратор проекта –  заместитель председателя правительства Татьяна Голикова.

## Описание
Своей целью национальный проект «Демография» ставит увеличение ожидаемой продолжительности здоровой жизни до 67 лет; снижение смертности населения старше трудоспособного возраста, увеличение суммарной рождаемости. Также одними из основных целей являются увеличение доли граждан, ведущих здоровый образ жизни, а также увеличение до 55% доли граждан, систематически занимающихся физической культурой и спортом.
В его структуру входят:
- Материальная поддержка семей при рождении детей
- Содействие занятости женщин — создание условий дошкольного образования для детей в возрасте до трех лет
- Разработка и реализация программы системной поддержки и повышения качества жизни граждан старшего поколения
- Формирование системы мотивации граждан к здоровому образу жизни, включая здоровое питание и отказ от вредных привычек
- Создание для всех категорий и групп населения условий для занятий физической культурой и спортом, массовым спортом, в том числе повышение уровня обеспеченности населения объектами спорта, а также подготовка спортивного резерва. Эта часть национального проекта реализуется через федеральный проект «Спорт — норма жизни».

Общий объём финансирования национального проекта «Демография» составит более 3,5 трлн руб. Об этом заявил премьер-министр России Дмитрий Медведев на заседании президиума совета при президенте по стратегическому развитию и нацпроектам.

##### Календарь планируемых событий[4]
- 2019 – Появление центров тестирования ГТО более чем в 700 муниципальных районах, установка  нового спортивного оборудования в 68 школах олимпийского резерва. Открытие в семи регионах гериатрических центров и геронтологических отделений, где смогут получить помощь 11 тыс. человек. Создание пяти научно-образовательных центров по вопросам здорового питания. Ежемесячные выплаты на первого ребенка для более 237 тыс. семей.
- 2020 – Функционирование гериатрических центров и геронтологических отделений в 68 регионах, получить в них помощь смогут 130 тыс. граждан. Проведение более 70 тыс. циклов искусственного оплодотворения за счет ОМС семьям, страдающим бесплодием. Прохождение бесплатного переобучения и повышения квалификации для первых 40 тыс. женщин, находящихся в декрете. Подготовка доклада о качестве питания в России на основании результатов мониторинга в регионах.
- 2021 – Появление в детских садах 255 тыс. новых мест для детей до трех лет, которые позволят мамам с маленькими детьми быстрее выходить на работу. Достижение показателя смертности населения России старше трудоспособного возраста 37 случаев на 1 тыс. человек. Достижение коэффициента рождаемости 1,66 ребенка на одну женщину. Вовлечение более 45% россиян в регулярные занятия физической культурой и спортом. Данная поддержка осуществляется для ИП и организаций с ОКВЭД 88.91 «Предоставление услуг по дневному уходу за детьми». Наряду с другими частными дошкольными учреждениями, домашние детские сады (такие, как Smile Fish, получают господдержку в рамках «Содействие занятости» в структуре нацпроекта «Демография»[5].
- 2022 – Достижение охвата профилактическими осмотрами и диспансеризацией пожилых граждан более 55%. Распространение системы долговременного ухода на все 85 субъектов РФ. Внедрение в 75 регионах новой модели центров общественного здоровья, запуск в большинстве населенных пунктов муниципальных программ по укреплению здоровья населения. Создание в 23 регионах физкультурно-оздоровительных центров и комплексов, а также 16 футбольных манежей.
- 2023 – Достижение показателя семей с двумя и более детьми, которые смогут взять ипотеку по льготной ставке 6% в 185 тыс. с момента начала реализации нацпроекта. Прохождение переобучения и повышения квалификации в период отпуска по уходу за ребенком для более 50 тыс. женщин за год. Организация для жителей 60 регионов лекций и других образовательных мероприятий, посвященных здоровому образу жизни.
- 2024 – Достижение показателя числа россиян старшего возраста, прошедших профессиональное обучение за время реализации нацпроекта - более 450 тыс. Снижение показателя смертности населения старше трудоспособного возраста до отметки 36,1 случая на 1 тыс. человек. Повышение среднего коэффициента рождаемости по стране до 1,7 ребенка на одну женщину. Создание к концу 2024 года дополнительно 8,6 тыс. групп дошкольного образования. Увеличение доли граждан, занимающихся спортом, до 55%.

## Реализация
В конце августа 2019 года глава Минздрава Вероника Скворцова на совещании с президентом РФ отчиталась о ходе реализации проекта: «Все мероприятия национального проекта «Демография» идут в соответствии с нашим планом, ряд показателей — с опережением, такие как младенческая смертность, которая достигла уровня, предполагаемого в 2023 году. Продолжительность жизни составила 73,7 года, увеличившись на 0,8 года за полгода 2019 года, у женщин это уже 78,5 лет».
Министр труда и соцзащиты Максим Топилин осенью 2019 года заявил, что план по обучению граждан предпенсионного возраста через службы занятости на 2019 год перевыполняется, обучение уже прошли или заканчивают 53,1 тысячи человек при планах в 50 тысяч.
9 декабря 2019 года стартовала программа льготной ипотеки для жителей Дальнего Востока, которая предполагает ипотечные займы по ставке 2% годовых на срок до 20 лет в размере не более 6 млн рублей для молодых семей и получателей «дальневосточных гектаров». В марте 2020 года, по данным одного из операторов программы компании «Дом.РФ», за первые месяцы реализации программы, российские банки одобрили более 12 000 заявок по «Дальневосточной ипотеке».
Согласно особому распоряжению премьер-министра Михаила Мишустина, в 2020 году правительство выделит почти три миллиарда рублей из резервного фонда на переобучение безработных. Средства направят на организацию программы профессионального обучения и дополнительного образования для граждан, пострадавших от пандемии COVID-19, которое, как предполагается, пройдут 110 000 россиян.

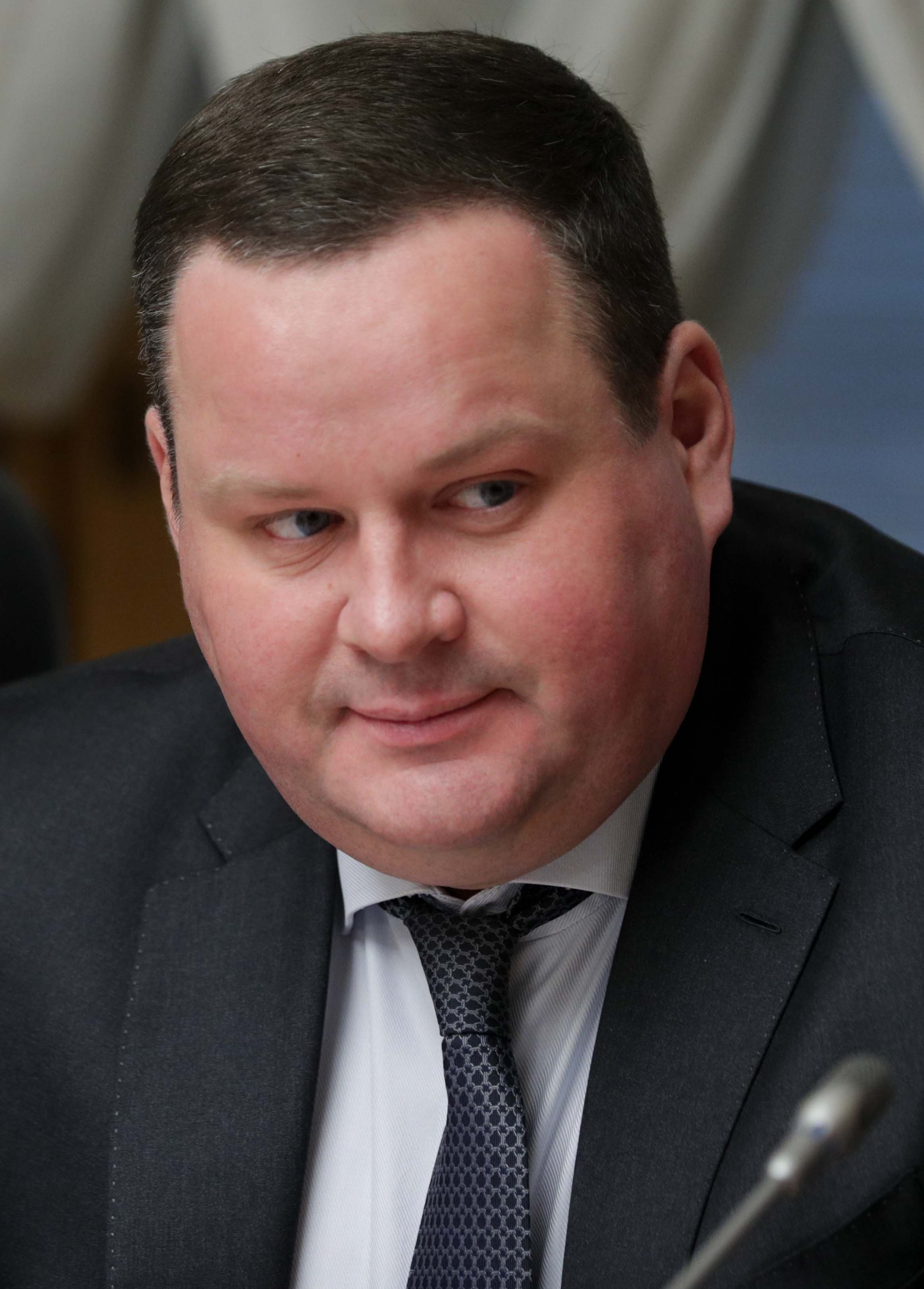
Руководитель национального проекта «Демография»,
министр труда и соцзащиты РФ
А.О. Котяков

В ноябре 2020 года Михаил Мишустин также заявил о пересмотре стратегии развития физкультуры и спорта в РФ с учетом федерального проекта «Спорт — норма жизни» до 2030 года. Стратегия включает в себя 11 приоритетных направлений, среди которых развитие спортивной инфраструктуры, формирование спортивного резерва, привлечение внебюджетных средств, международное сотрудничество и др. В рамках стратегии проводятся ремонтные работы спортивных объектов в сельской местности и постройка новых, создание физкультурных центров для детей, модернизация спортивных сооружений.
В 2020 году в рамках проекта «Спорт — норма жизни» при поддержке Минспорта РФ был запущен портал тренировкадома.рф, где регулярно публикуются видеоуроки с физическими упражнениями и практическими советами от спортсменов. По итогам того же года было построено и начали эксплуатироваться около 150 спортсооружений, в том числе 104 спортивные площадки шаговой доступности. Помимо этого, государство профинансировало спортивные проекты 25 некоммерческих организаций на общую сумму в 185 миллионов рублей. Также в рамках федерального проекта прошли профильное обучение около 7,4 тысячи специалистов в области физкультуры и спорта. К концу 2020 года около 14,2 млн россиян прошли регистрацию на интернет-платформе комплекса «Готов к труду и обороне».
В конце ноября вице-премьер Татьяна Голикова заявила об увеличении общего объема финансирования национального проекта на 691 миллиард рублей. Таким образом, в 2019-2024 годы на реализацию будет направлено 4,7 триллиона.
Выступая с посланием Федеральному собранию, президент России заявил о выплатах с 1 января 2020 года материнского капитала при рождении или усыновлении первенца. Ранее аналогичные выплаты полагались семьям при рождении или усыновлении второго и последующих детей. При этом сумма выплаты осталась на прежнем уровне – 466 тысяч 617 рублей за рождение первенца, и 150 тысяч рублей за последующих.  Действие программы продлено до 2026 года.
В марте 2021 года премьер-министр РФ Михаил Мишустин заявил о том, что правительство утвердило правила стимулирования найма безработных, благодаря чему более 220 тысяч человек смогут получить работу. Также он заметил, что в рамках нацпроекта расширена программа переподготовки граждан, у которых есть сложности с трудоустройством. Согласно ей, ежегодно более 115 тысячам россиян будут помогать осваивать наиболее востребованные профессии. На эти цели в госбюджете на 2021 год заложено свыше 3 млрд рублей.
В апреле 2021 года Министерство спорта РФ сообщило о том, что ВФСО «Трудовые резервы»  в рамках федерального проекта «Спорт—норма жизни» нацпроекта «Демография» начнёт строительство спортивных клубов по месту работы россиян. Всего за год планируется открыть при предприятиях около 120 таких заведений.
На конец апреля 2021 года осведомленность о национальном проекте «Демография», согласно результатам опроса, проведенного АНО «Национальные приоритеты» в сотрудничестве с Mail.ru Group, составила 75%, при этом знание о материнском капитале достигло 82%.
В марте 2023 года премьер-министр РФ Михаил Мишустин сообщил о том, что свыше 2,5 млрд рублей направляются на бесплатное переобучение граждан в рамках федерального проекта «Содействие занятости» национального проекта «Демография». Средства будут распределены на гранты организациям, которые переподготовят более 46 тысяч россиян по ряду специальностей, среди которых: работники лёгкой промышленности, ремонтники, строители, воспитатели дошкольных учреждений. Распределением грантового финансирования займётся Институт развития профессионального образования.